# ألفي كون جونيور
ألفي كون جونيور (بالإنجليزية: Alfie Conn, Jr.)‏ هو لاعب كرة قدم بريطاني في مركز الوسط، ولد في 5 أبريل 1952 في كيركالدي في المملكة المتحدة. شارك مع منتخب اسكتلندا لكرة القدم. أما مع النوادي، فقد لعب مع توتنهام هوتسبير وديربي كاونتي وسان خوسيه إيرثكويكس ونادي إيركوليس ونادي بلاكبول ونادي رينجرز ونادي سلتيك ونادي ماذرويل وهارت أوف ميدلوثيان.

## وصلات خارجية
- ألفي كون جونيور على موقع الاتحاد الإسكتلندي (الإنجليزية)
- ألفي كون جونيور على موقع قاعدة بيانات كرة القدم.إي يو (الإنجليزية)
- ألفي كون جونيور على موقع ناشيونال فوتبول تيمز (الإنجليزية)